# Cullinia levis
Cullinia levis és una espècie extinta de mamífer litoptern de la família dels macrauquènids que visqué a Sud-amèrica durant el Miocè superior, fa entre 9 i 10 milions d'anys. Se n'han trobat restes fòssils a la província argentina de Buenos Aires. Es tracta de l'única espècie descrita formalment del gènere Cullinia, conegut igualment a partir de material trobat al Brasil i en altres províncies de l'Argentina que encara no ha estat assignat a cap espècie. El nom genèric Cullinia deriva de la paraula mapudungun cullin, que significa ‘animal’, mentre que el nom específic levis significa ‘lleuger’ en llatí.